# Far from the Sun
Far from the sun (en español Lejos del sol) es el sexto álbum de estudio del grupo de heavy metal finlandés Amorphis. Fue el primer álbum en el que figuró el baterista Jan Rechberger desde Tales from the Thousand Lakes (1994). Rechberger sustituyó a Pekka Kasari quien dejó el grupo para pasar más tiempo con su familia. Fue su último álbum en el que figuró Pasi Koskinen como vocalista.
Se empaquetó la salida al mercado estadounidense en una caja y contiene cinco temas extra y un video para "Evil Inside". La canción "Darkrooms" es un tema extra adicional de la edición japonesa.
En la carátula del CD aparece un "Ukonvasara" (tipo de Mjolnir finlandés).

## Lista de canciones
1. "Day of Your Beliefs" – 5:04
2. "Planetary Misfortune" – 4:27
3. "Evil Inside" – 3:57
4. "Mourning Soil" – 3:47
5. "Far from the Sun" – 4:00
6. "Ethereal Solitude" – 4:30
7. "Killing Goodness" – 3:55
8. "God of Deception" – 3:38
9. "Higher Ground" – 5:39
10. "Smithereens" – 4:51

Bonus tracks en la versión estadounidense:
1. "Shining Turns to Gray"
2. "Follow Me into the Fire"
3. "Darkrooms" (también un tema extra en la versión japonesa)
4. "Dreams of the Damned"
5. "Far from the Sun (acústica)"
6. "Evil Inside" (video musical)

Todas las canciones son compuestas por Amorphis.

## Créditos
- Pasi Koskinen − vocalista
- Tomi Koivusaari − guitarra rítmica
- Esa Holopainen − guitarra líder
- Santeri Kallio − teclado electrónico
- Niclas Etelävuori − bajo
- Jan Rechberger − batería

- Datos: Q472659